# Кактус (пісня)
«Кактус» — пісня української співачки Джамали, випущена як третій сингл на підтримку альбому співачки «All or Nothing», реліз якого відбувся в 2013 року. Музика написана самою співачкою. Текст написала Вікторія Платова.

## Опис
Кліп на пісню був знятий на Балі ще в січні. Разом з співачкою ми занурюємося в розслаблену, теплу атмосферу, що панує на Балі.

## Учасники запису
- Сусана Джамаладінова — автор музики, вокал, бек-вокал
- Вікторія Платова — автор тексту
- Денис Захаров — режисер/оператор